# Bordrin iV6
Bordrin iV6 – elektryczny samochód osobowy typu SUV Coupé klasy średniej wyprodukowany pod chińską marką Bordrin w 2020 roku.

## Historia i opis modelu

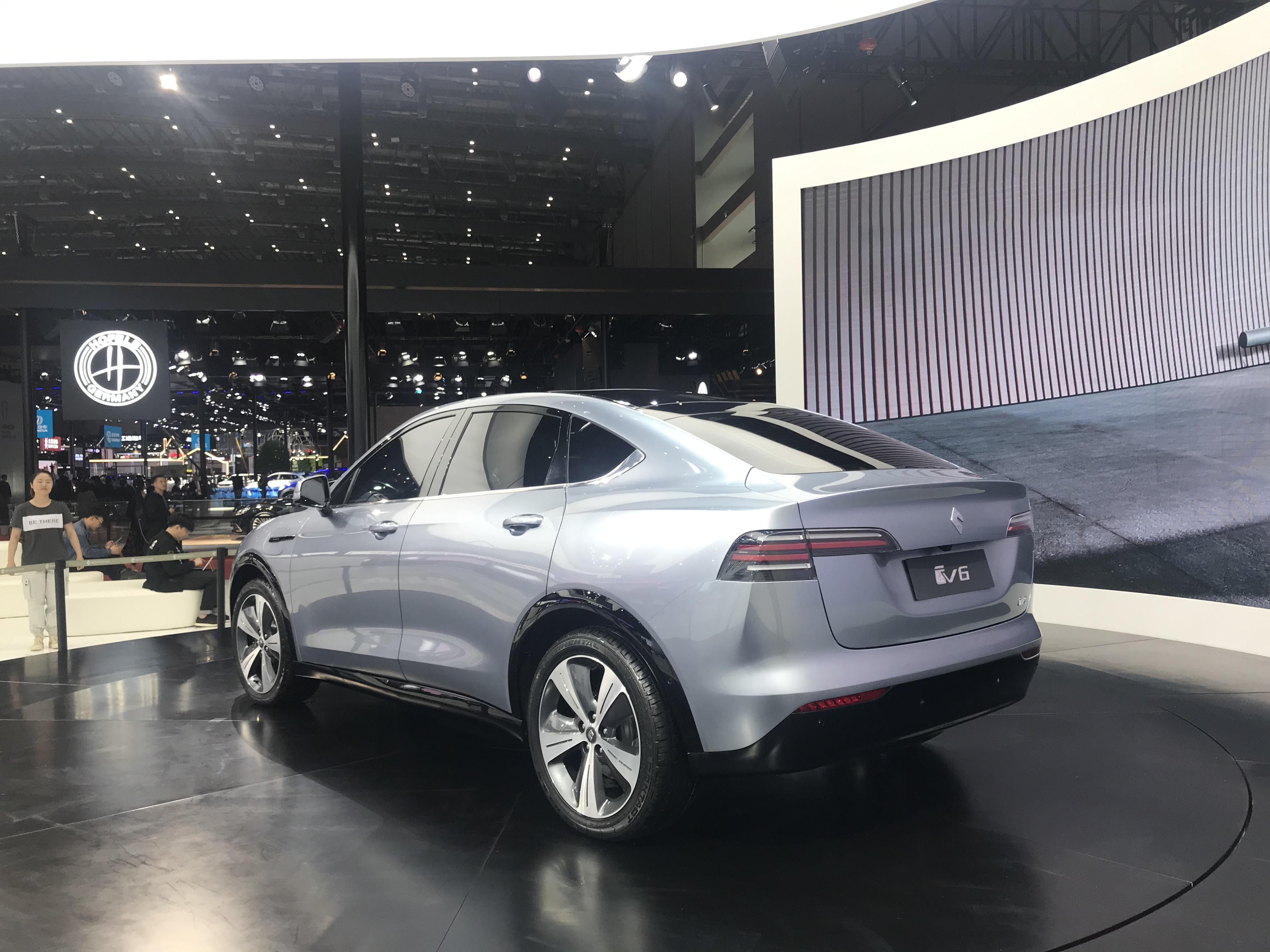
Bordrin iV6 – tył

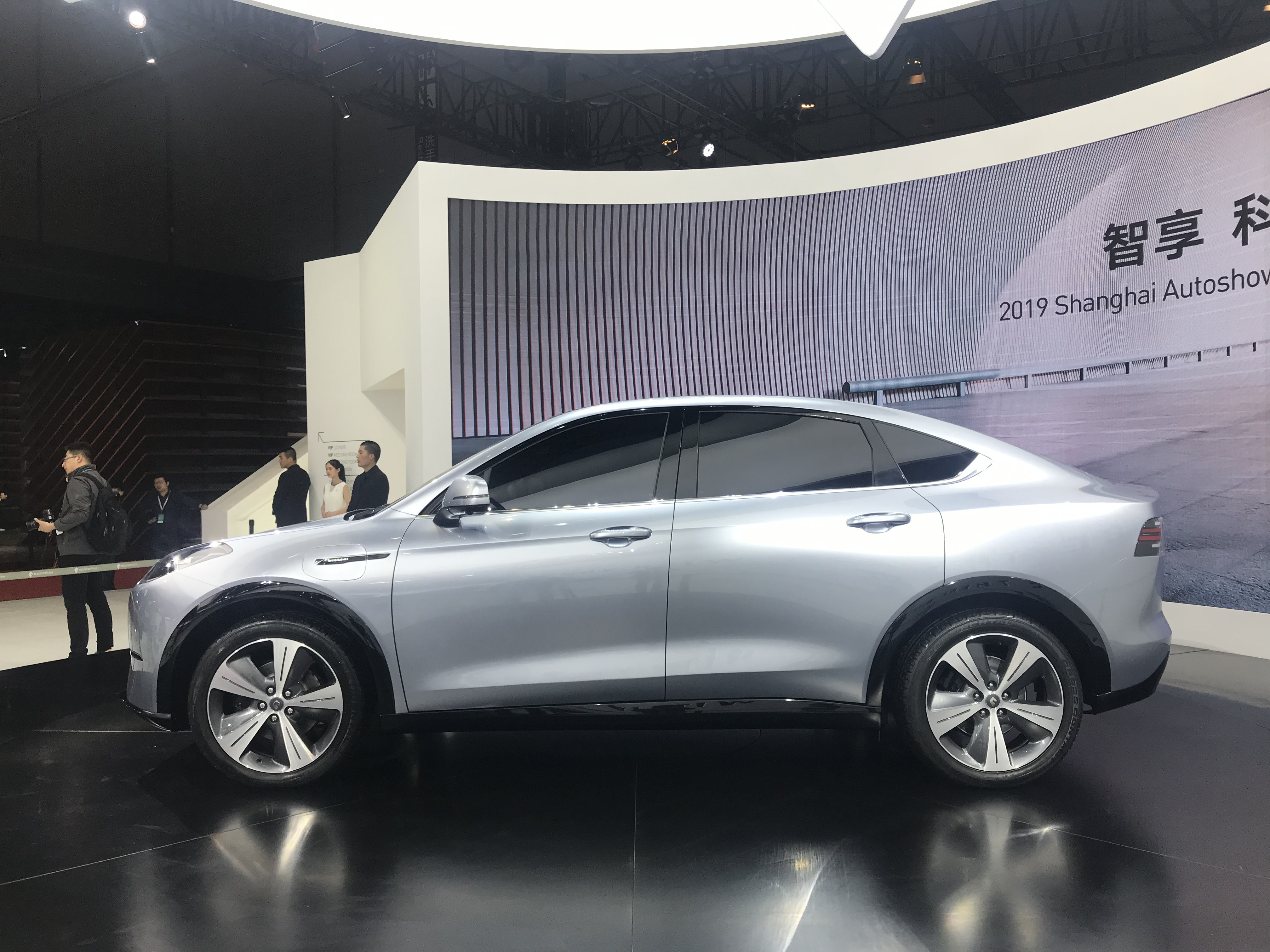
Bordrin iV6 – sylwetka

Po tym, jak chiński startup Bordrin nawiązał strategiczną współpracę z koncernem FAW Group w czerwcu 2018 roku na polu rozwoju samochodów elektrycznych nazywanych w Chinach New Energy Vehicles, podczas Shanghai Auto Show w maju 2019 roku zaprezentowane zostały dwa produkcyjne pojazdy.
Mniejszy z nich, Bordrin iV6, przyjął postać średniej wielkości SUV-a typu coupe z łagodnie opadającą linią dachu. Pod kątem wizualnym samochód wyróżniał się obłym kształtem nadwozia, ze szpiczastym przodem i wysoko umieszczonymi owalnymi reflektorami.
Kabina pasażerska utrzymana została w minimalistycznym wzornictwie, charakteryzując się wstawkami ze skóry oraz alcantary. Oprócz wyświetlacza, który zastąpił tradycyjne zegary, kokpit wyposażono także w 12,3-calowy wyświetlacz systemu multimedialnego.

### Sprzedaż
Po debiucie wiosną 2019 roku i testach drogowych prowadzonych w północnej prowincji Heilongjiang, produkcja pojazdu rozpoczęła się w styczniu 2020 roku i trwała niespełna kilka kolejnych miesięcy, kończąc się w drugiej połowie roku z powodu bankructwa przedsiębiorstwa Bordrin.

### Dane techniczne
Bordrin iV6 oferowany był w dwóch wariantach napędowych. Przednionapędowy, podstawowy, napędzany był 164-konnym silnikiem elektrycznym, który do 100 km/h rozpędzał się w 8 sekund i oferował na jednym ładowaniu zasięg do 530 kilometrów. Szybsza odmiana z napędem AWD wyposażona była w silnik elektryczny o mocy 313 KM, oferując zasięg 610 kilometrów na jednym ładowaniu według procedury NEDC.